# Wahlbezirk Böhmen 10
Der Wahlbezirk Böhmen 10 war ein Wahlkreis für die Wahlen zum Abgeordnetenhaus im österreichischen Kronland Böhmen. Der Wahlbezirk wurde 1907 mit der Einführung der Reichsratswahlordnung geschaffen und bestand bis zum Zusammenbruch der Habsburgermonarchie.

## Geschichte
Nachdem der Reichsrat im Herbst 1906 das allgemeine, gleiche, geheime und direkte Männerwahlrecht beschlossen hatte, wurde mit 26. Jänner 1907 die große Wahlrechtsreform durch Sanktionierung von Kaiser Franz Joseph I. gültig. Mit der neuen Reichsratswahlordnung schuf man insgesamt 516 Wahlbezirke, wobei mit Ausnahme Galiziens in jedem Wahlbezirk ein Abgeordneter im Zuge der Reichsratswahl gewählt wurde. Der Abgeordnete musste sich dabei im ersten Wahlgang oder in einer Stichwahl mit absoluter Mehrheit durchsetzen. Der Wahlkreis Böhmen 10 umfasste jenen Teil der Stadt Königliche Weinberge (Vinohrady), der durch die Linie Žižkagasse, Divišgasse, Palachýstraße, Purkyněplatz, Palackystraße, Russische Straße sowie die östliche und nördliche Gemeindegrenze begrenzt war.
Aus der Reichsratswahl 1907 ging aus der Stichwahl Josef Fořt (Jungtschechen) als Sieger hervor. Er gewann die Stichwahl mit 61 Prozent gegen den Kandidaten der Tschechische national-soziale Partei Václav Klofáč. Fořt nahm jedoch das Mandat im Wahlbezirk 28 an, weshalb im September 1907 eine Ersatzwahl im Wahlbezirk 10 stattfinden musste. Bei dieser kandidierte jedoch auch der zweitstärkste Kandidat Klofáč nicht mehr, da er ein Mandat im Wahlbezirk 26 erreicht hatte. Daher kam es bei der Ersatzwahl zu einem Duell zweier neuer Kandidaten, wobei sich der national-soziale Kandidat Václav Choc in der Stichwahl mit 55 Prozent gegen den Kandidaten der Jungtschechen Václav Karbus durchsetzen konnte. Bei der Reichsratswahl 1911 konnte Choc sein Mandat im ersten Wahlgang verteidigen. Choc erzielte 65 Prozent, während Emanuel Škatula (Tschechische Sozialdemokratische Partei) mit 19 Prozent den zweiten Platz belegte.

## Wahlergebnisse

### Reichsratswahl 1907
Die Reichsratswahl 1907 wurde am 14. Mai 1907 (erster Wahlgang) sowie am 23. Mai 1907 (Stichwahl) durchgeführt.

#### Erster Wahlgang
| Kandidat                                                                    | Partei                                  | Wahlkreisstimmen | Prozent |
| --------------------------------------------------------------------------- | --------------------------------------- | ---------------- | ------- |
| Josef Fořt                                                                  | Jungtschechen                           | 1669             | 38,9 %  |
| Václav Klofáč                                                               | Tschechische national-soziale Partei    | 1256             | 29,3 %  |
| Josef Skalák                                                                | Tschechische Sozialdemokratische Partei | 807              | 18,8 %  |
| Alexander Richter                                                           | deutscher Zählkandidat                  | 375              | 8,7 %   |
| Raphael Pacher                                                              | deutscher Zählkandidat                  | 113              | 2,6 %   |
|                                                                             | Agrarier                                | 40               | 0,9 %   |
|                                                                             | Sonstige Parteien                       | 33               | 0,8 %   |
| Wahlberechtigte: 5314, Ungültige/Leere Stimmen: 13, Wahlbeteiligung: 81,0 % |                                         |                  |         |

#### Stichwahl
| Kandidat                                                                    | Partei                               | Wahlkreisstimmen | Prozent |
| --------------------------------------------------------------------------- | ------------------------------------ | ---------------- | ------- |
| Josef Fořt                                                                  | Jungtschechen                        | 2141             | 60,5 %  |
| Václav Klofáč                                                               | Tschechische national-soziale Partei | 1399             | 39,5 %  |
| Wahlberechtigte: 5314, Ungültige/Leere Stimmen: 13, Wahlbeteiligung: 66,9 % |                                      |                  |         |

### Reichsratsersatzwahl 1907
Nach dem Mandatsverzicht von Fořt wurde am 17. September 1097 (erster Wahlgang) und am 24. September 1907 (Stichwahl) die Ersatzwahl durchgeführt.

#### Erster Wahlgang
| Kandidat                                                                    | Partei                                       | Wahlkreisstimmen | Prozent |
| --------------------------------------------------------------------------- | -------------------------------------------- | ---------------- | ------- |
| Václav Choc                                                                 | Tschechische national-soziale Partei         | 1433             | 46,4 %  |
| Václav Karbus                                                               | Kandidat der vereinigten böhmischen Parteien | 1105             | 35,8 %  |
| Josef Skalák                                                                | Tschechische Sozialdemokratische Partei      | 544              | 17,6 %  |
|                                                                             | Sonstige Parteien                            | 8                | 0,3 %   |
| Wahlberechtigte: 5309, Ungültige/Leere Stimmen: 19, Wahlbeteiligung: 58,6 % |                                              |                  |         |

#### Stichwahl
| Kandidat                                                                | Partei                                       | Wahlkreisstimmen | Prozent |
| ----------------------------------------------------------------------- | -------------------------------------------- | ---------------- | ------- |
| Václav Choc                                                             | Tschechische national-soziale Partei         | 1844             | 54,7 %  |
| Václav Karbus                                                           | Kandidat der vereinigten böhmischen Parteien | 1530             | 45,3 %  |
| Wahlberechtigte: 5309, Ungültige/Leere Stimmen: ?, Wahlbeteiligung: ? % |                                              |                  |         |

### Reichsratswahl 1911
Die Reichsratswahl 1911 wurde am 13. Juni 1911 durchgeführt. Die Stichwahl entfiel auf Grund des absoluten Mehrheit für Choc im ersten Wahlgang. An dem Wahlkampf beteiligte sich auch Jaroslav Hašek mit seiner satirischen Partei für gemäßigten Fortschritt in den Schranken der Gesetze.
| Kandidat                                                              | Partei                                               | Wahlkreisstimmen | Prozent |
| --------------------------------------------------------------------- | ---------------------------------------------------- | ---------------- | ------- |
| Václav Choc                                                           | Tschechische national-soziale Partei                 | 3215             | 64,9 %  |
| Emanuel Škatula                                                       | Tschechische Sozialdemokratische Partei              | 917              | 18,5 %  |
| Alexander Richter                                                     | deutschfortschrittlicher Kandidat                    | 474              | 9,6 %   |
| Viktor Dyk                                                            | Tschechische staatsrechtlich-fortschrittliche Partei | 205              | 4,1 %   |
| Josef Bitek                                                           | Tschechische Christlichsoziale Partei                | 126              | 2,5 %   |
|                                                                       | Sonstige                                             | 15               | 0,3 %   |
| Wahlberechtigte: 7937, Ungültige Stimmen: 20, Wahlbeteiligung: 62,6 % |                                                      |                  |         |